# Umag
Umag (italienska: Umago, tyska: Humag) är en liten stad vid Istriens nordvästra kust i Kroatien. Den är även ett populärt resmål. Staden har ungefär 10 000 invånare.

## Sport
Croatia Open Umag är en tennisturnering som sedan 1990 årligen spelas i Umag.